# Jonas Jonasson (musiker)
Jonas Jonasson, född 1967 i Helsingborg, är en svensk musiker. Jonasson spelar synth i banden bob hund, Sci-Fi SKANE och Bergman Rock.
Efter uppväxten i Helsingborg flyttade Jonasson och barndomskamraten Thomas Öberg till Stockholm 1987. Där startade de båda bandet bob hund. Jonasson har haft en mängd arbeten vid sidan av musiken, bland annat har han jobbat som talande statist och på Operan samt även som fiskare där han nu bor i Ingelstorp på Österlen. Under sommaren 2022 öppnade Jonasson korv-franchisen ”Korv-Olle” i samband med stadsmässan H22 i Helsingborg. ”Korv-Olle” blev en succé vilket resulterade i att Jonasson slog upp dörrarna till en permanent korvkiosk den 1 april 2023.